# Adam Valkare

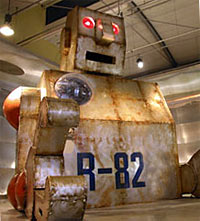
Robotskulpturen "Roberta"

Adam Valkare, född 15 mars 1971 i Lovö församling, är en svensk konstnär, industridesigner och kortfilmsregissör. Han har varit publikvärd på Lava.
Han har utbildat sig till industridesigner vid Konstfack. Valkare har regisserat kortfilmen Return of the Monster (2002), som vann "Made in Stockholm"-priset på Stockholms Filmfestival 2002. 
Adam Valkare har konstruerat och byggt robotskulpturen "Roberta" till Tekniska museets utställning "Robotics".